# تیپچنیتسا
تیپچنیتسا (به بلغاری: Tipchenitsa) یک منطقهٔ مسکونی در بلغارستان است که در استان وراتسا واقع شده‌است.
 تیپچنیتسا  ۴۳۷ نفر جمعیت دارد و ۴۳۶ متر بالاتر از سطح دریا واقع شده‌است.